# سید محمدطاهر هاشمی
سید محمدطاهر سیدزاده هاشمی (۱۲۹۳، روانسر (دولت آباد) -  ۲ تیر ۱۳۷۰، کرمانشاه)،عالم ؛ مورخ ؛ شاعر؛ نویسندە ؛ عارف و خوشنویس کُرد اهل ایران بود.

## زندگی
وی در دولت‌آباد روانسر از خانواده ای اهل علم و عرفان متولد شد. او فرزند سید قیدار هاشمی معروف به سید الدوله  ابن سید شیخ قادر ابن سید شیخ رسول سوله‌ای برزنجی و اختر خانم دختر فتاح بیگ سردار اکرم ولدبیگی است. خاندان وی از سلسله سادات سوله‌ای از خاندان سادات برزنجی است. جدش سید شیخ رسول سوله‌ای برزنجی در حدود سال ۱۲۴۷ ه.ق از ولایت بابان در کردستان عثمانی به ایران آمده، ابتدا در ازگله و سرقلعه و جیران ذهاب توطن و سپس از سال ۱۲۷۱ قمری تا پایان عمر در دولت‌آباد روانسر اقامت نمود و تکیه و مدرسۀ علوم دینی دولت‌آباد را بنیاد نهاد. سید طاهر ابتدا نزد خاتون مریم همسر سید عارف لونی شروع به تحصیل و ختم قرآن نمود همچنین نزد ملا محمد رحیم روحانی سنندجی مدرس دولت‌آباد –سید شریف کردستانی– استاد بدیع الزمان مهی فرهی سنندجی – و نیز عالم شهیر کردستان علامه شیخ حبیب‌الله روحانی کاشتری پدر  بابا مردوخ روحانی و نیز  والدش سیدالدوله تلمذ و به تعلیم علوم معقول و منقول پرداخت. در شعر «طاهر» تخلص می‌کرد. پس از فوت پدر در سال ۱۳۲۳ شمسی، مسئولیت اداره و سرپرستی مدرسه علمیه و تکیه دولت‌آباد را به عهده گرفت. او اشعار و مقالات خود را برای چاپ در مجلۀ کردی «گلاویژ» با امضای طاهر کرمانشاهی ارسال می‌کرد. مدتی با بخش کردی رادیو ایران و رادیو کردی کرمانشاه همکاری می‌کرد و برنامه‌های ادبی و تاریخی کُردی و فارسی من‌جمله گلزار ادب، هه‌وارگه‌ی دڵان، مردان و زنان نامی کُرد و فارسی‌سرایان کُرد و ... را می‌نوشت  و اجرا می‌نمود. سید محمد طاهر هاشمی در علوم اسلامی، ادبیات فارسی، کُردی و عربی، تاریخ ایران و اسلام، تصوف و فرق مختلف صوفیه و همچنین علم نسب‌شناسی، جداول وفقی و جفر از علوم غریبه، تذهیب، خطاطی و خوشنویسی صاحب‌نظر و دارای سبک بودند. در خط نسخ سبک عثمانی تخصص داشت. ایشان قرآن کریم، صحیفه سجادیه، دلایل الخیرات و آثار متعدد دیگری را با خط نسخ و نستعلیق کتابت نموده‌اند. وی بیش از پانزده هزار بیت شعر به زبان‌های کردی و فارسی سروده‌اند که اشعار کُردی عرفانی وی به صورت موسیقی عرفانی در تکایای قادری کردستان استفاده می‌شود.

## کنگره‌ها و بزرگداشت
در مهر ماه سال ۱۳۷۵ کنگرۀ فرزانگان‌ کُرد در بزرگداشت سید طاهر هاشمی و چهره‌های دیگر از جمله هیمن، هه‌ژار، قانع و... به مدت ۳ روز در شهر سنندج با شرکت حدود ۱۰۰۰ میهمان ایرانی و خارجی برگزار گردید. در آذر ماه سال ۱۳۷۸ همچنین همایش بین المللی تحت عنوان «بزرگداشت مقام استاد سید طاهر هاشمی» از سوی مرکز نشر فرهنگ و ادبیات کُردی و با همکاری ادارۀ فرهنگ و ارشاد اسلامی استان کرمانشاه با حضور مهمانان ایرانی و خارجی (هیأتی از   شاعران و نویسندگان برجستۀ کردستان عراق)  برگزار شد. در تابستان ۱۳۸۷ نیز مراسمی در بزرگداشت وی از سوی ادارۀ کل فرهنگ و ارشاد اسلامی استان کرمانشاه در شهرستان پاوه برگزار گردید.

## حضور در رادیو کردی کرمانشاه
در سال ۱۳۴۹ توسط افرادی چون دکتر محمدصدیق مفتی زاده و مظهر خالقی به همکاری با رادیو ایران و سپس رادیو کردی کرمانشاه دعوت گردید. حاصل این همکاری پربار که تا هنگام تعطیلی این رادیو در سال‌های پس از انقلاب ادامه داشت، نوشتن و تهیه و اجرای برنامه‌های غنی و پرطرفدار به زبان کُردی و فارسی چون هه‌وارگه‌ی دڵان، گلزار ادب، مردان و زنان نامی کُرد، ادبا و نویسندگان فارسی‌سرای کُرد، مردان نامی اسلام، عرفان و عرفا در غرب ایران، مرزداران غرب و... که بر شهرتش در سرتاسر کردستان ایران و عراق افزود. سید محمد طاهر هاشمی با مجمع علمی کرد در بغداد ارتباط و همکاری مستمر داشت و مشاور صاحب‌نظر آن آکادمی بود.

## مراوده با طبقات مختلف اهالی علم؛ هنر؛ فرهنگ و سیاست به سبب جایگاه
به سبب مرجعیت علمی و ادبی ؛ وسعت   مشرب  و جایگاه خانوادگی بسیاری از چهره‌های سرشناس علمی ؛ فرهنگی و..  با وی دوستی و مراوده و مکاتبه مستمر داشتند. از جملۀ این افراد ابوالقاسم انجوی شیرازی، سید جعفر شهیدی، بهرام فره‌وشی،هیمن موکریانی ، ملا عبدالکریم مدرس، ماموستا علاء‌الدین سجادی، شیخ محمد خال، فوزی سالم عفیفی، محمد طاهر الکردی المکی خطاط اهل عربستان، کریم سنجابی و ... هستند.کتاب برگ های بی خزان (به کوشش سید پوریا هاشمی؛ نشر میراث مانا) که حاوی مجموعه نامه های اهل قلم و فرهنگ و ... به وی است؛ نشانگر این موضوع میباشد.

## آثار و تالیفات
- -دیوان و غزلیات فارسی
- دیوان شعر کردی «هه‌وارگه‌ی دڵان»
- مناقب اهل بیت (ع) از دیدگاه اهل سنت
- مولانا خالد و طریقت نقشبندی
- کتابت و خوشنویسی قرآن کریم به خط نسخ
- کتابت و خوشنویسی صحیفه سجادیه
- عروض و بدیع  وقافیه به زبان کُردی
- دلائل الخیرات و مجموعۀ ادعیۀ اهل سنت، خوشنویسی
- مجموعهٔ گنجوارۀ شعر و نثر کُردی هه‌وارگه‌ی دڵان برای رادیو کردی کرمانشاه
- منظومۀ شیوا و مهدخت
- لیلی و مجنون ، بازسرایی منظومۀ لیلی و مجنون به زبان کُردی
- منبع الانوار در احوال و حالات سید شیخ حسن قازانقایی برزنجی معروف به پیر قره چیوار
- قره العین در احوال و حالات و کرامات سید حسین سوله ای برزنجی معروف به شیخ چرچه قه‌لا
- گردآوری و تصحیح دیوان شاعران بزرگ کُردستان از جمله مولوی کرد (معدوم)، ملا مصطفی بیسارانی و میرزا محمد (ولی دیوانه)
- تصحیح خسرو و شیرین خانای قبادی و سرایش نواقص آن.
- برهان الحق (نقد برخی از مدعیان طریقت و دفاع از تصوف و عرفان راستین)

- نگاهی به تاریخچۀ نقشبندیه در کردستان به انضمام گلچینی از سروده‌های شاعر فارسی‌سرای کُرد وفا
- مناقب و فضائل عارف ایرانی شیخ عبدالقادر گیلانی (معروف به غوث الاعظم)
- تصحیح و گردآوری و خوشنویسی مناجات‌نامه غلامرضاخان ارکوازی
- خوشنویسی و مقدمه و نظارت بر جلد اول حدیقۀ سلطانی، چاپ ۱۳۶۴
- سه هفت بند، از سه شاعر خانای قبادی، سید وجیه‌الدین هاشمی، سید محمد طاهر هاشمی، امیر کبیر، ۱۳۶۲

وی همچنین مقاله‌های متعدد ادبی، تاریخی، دینی و عرفانی به نگارش درآورده‌است.

## خوشنویسی
وی از خطی خوش و بسیار زیبا بهره‌مند بود. سبک وی در خط نسخ و به شیوه عثمانی بود. هنگام درگذشت او انجمن خوشنویسان مرگ آخرین بازمانده و استاد مسلم خط نسخ به سبک عثمانی را تسلیت گفت.

## درگذشت
سید محمد طاهر هاشمی در ۲ تیر ۱۳۷۰ شمسی در سن ۷۶ سالگی در روز عید قربان در کرمانشاه درگذشت و با تجلیل فراوان و تشییعی کم‌نظیر در دولت‌آباد روانسر در مقبرۀ خانوادگی و جوار نیاکانش به خاک سپرده شد.